# Bîtakove Ozero, Hlobîne
Bîtakove Ozero (în ucraineană Битакове Озеро) este un sat în comuna Oprîșkî din raionul Hlobîne, regiunea Poltava, Ucraina.

## Demografie
Componența lingvistică a localității Bîtakove Ozero
     Ucraineană (93,1%)
     Rusă (6,9%)
Conform recensământului din 2001, majoritatea populației localității Bîtakove Ozero era vorbitoare de ucraineană (93,1%), existând în minoritate și vorbitori de rusă (6,9%).